# Robert Balfour (3e comte de Balfour)
Robert Arthur Lytton Balfour, 3e comte de Balfour (31 décembre 1902 - 28 novembre 1968), titré vicomte Traprain entre 1930 et 1945, est un pair écossais.

## Biographie
Balfour est le fils de Gerald Balfour (2e comte de Balfour), et le neveu d'Arthur Balfour. Il fait ses études au Collège d'Eton et au Trinity College de Cambridge. Il atteint le grade de lieutenant au service de la Royal Naval Reserve et combat pendant la Seconde Guerre mondiale.
Le 12 février 1925, il épouse Jean Lily West Roundel Cooke-Yarborough (1900-1981). Ils ont quatre enfants :
- Gerald Balfour (4e comte de Balfour) (1925–2003)
- Evelyn Jean Blanche Balfour (née le 22 mars 1929)
- Alison Emily Balfour (née le 16 novembre 1934)
- Andrew Maitland Balfour (1936-1948)

De 1952 à 1954, il préside la Commission royale sur les affaires écossaises, qui est par conséquent également appelée la Commission Balfour.